# Immobiliser
Az immobiliser vagy indításgátló, pontos fordításban mozgás gátlót jelent. Gépjárműbe épített biztonsági rendszer, amely a jogos indítási kérések azonosítására szolgál. A kulcs tartalmaz egy integrált áramkört (transponder), amely kommunikál a motorvezérlővel. Három fő részre osztható az immobiliser rendszer: motorvezérlő, kulcs, body. Aki látott már filmet, amelyben a tolvaj az utastérben két drót összeérintésével és a kormányzár eltörésével már vitte is az autót, az tudhatja, milyen könnyen el lehet tulajdonítani egy hagyományos kulcsokkal rendelkező autót. Az immobiliser az ilyen lopásokat akadályozza meg.

## Működése
Az ECU (Engine Control Unit) az indítás során megkezdésével a kód egyeztetésre kerül a kulcs és a rendszerben rögzített algoritmus alapján. A sikeres azonosítást követően a gyújtáskapcsoló jelet küld a motorvezérlő indításgátló moduljához, ahol egyező kód esetén megtörténik a gyújtás.
A kulcsban egy áramforrás nélküli rendszer található (transzponder), amely a gyújtás során egy változó elektromágneses tér által lép működésbe. A kulcsból kiolvasott fix kódot a gyújtáskulcsba épített elektronika elküldi a motorvezérlő elektronikának, ezt a kódot hasonlítja össze egy meglévő kóddal. Ugrókódos rendszer esetén a kód a legutolsó indítás során generálódik a rendszerben. Ha a fix és a változó kód megegyezik, a kulcsot tovább forgatva megtörténik a tényleges gyújtás. Ha a rendszer különbséget érzékel a transzporter által küldött kód és a letárolt változat közt, akkor nem történhet meg a motorindítás. Az ugrókód a motor vezérlőrendszerében, és az indítás vezérlőegységében kerül eltárolásra.

## Története
Az immobiliser alkalmazását már több országban kötelező felszerelésként írják elő. A korábbi modellek esetében még analóg kódokat alkalmaztak, ám biztonság technikai okokból mára a sokkal biztonságosabb ugrókódos megoldást használják. Emellett persze további újítást is jelent, hogy már a közelítő kártyás megoldás is kérhető extraként autókba és motorkerékpárokba, így a kulcsot elő sem kell vennünk a zsebből.
Az immobiliser megjelenésével és nagy mértékű fejlődésével együtt az autólopások módszerei is nagyban megváltoztak. A járművek nehezebben, vagy több idő ráfordításával vihetők el, illetve lopóautók segítségével, tehát gyakran nem önerőből. Statisztikákból kiderül, hogy az immobiliserrel szerelt járművek legsérülékenyebb pontja mára a sofőr maradt, figyelmetlenségből adódóan a tolvaj hozzájutott az eredeti kulcsokhoz.

## Kulcs kódkártya
A legtöbb autóhoz legalább két kulcs tartozik, melyek mindegyike alkalmas a motor indítására, és az ajtók nyitására. Az új autókban még a gyártósoron sor kerül a rendszer „betanítására”, melynek során egyeztetik a kulcsban található kódot a gyújtáskapcsolóban elhelyezett jeladóval. A rendszer élesítése után már csak a helyes indítókóddal történhet az indítás. A kódkártya is ebben a munkaszakaszban kerül elkészítésre, melyet innentől kezdve elengedhetetlen részét képezi a gépjárműnek, hiszen a tulajdonos csak a kulcs kódkártya segítségével tud elveszett kulcsot igényelni. A kulcskártya elvesztése esetén a rendszer cseréjével lehetséges a kulcsok pótlása.

## Közelítőkártyás immobiliser
Indítókulcs nélküli indítást tesz lehetővé. A fokozott biztonsági követelmények és kényelmi igények miatt került kifejlesztésre, és mára a legtöbb jármű esetében rendelhető. A jármű felé közelítve, a rendszer érzékeli a kulcs által küldött biztonsági kódot, és ezzel feloldja a biztonsági rendszereket. Ezt követően a legtöbb modell esetében a start/stop gomb megnyomása után már indul is a motor. Vannak olyan változatok is, amelynél megadott helyre kell betenni a kártyát, és a motor ezt követően indul.
Rablás esetén, ha a jármű tulajdonosát fegyverrel vagy erőszakkal kikényszerítik járművéből, az elhajtást követően a jel megszakad, és az autó leáll. A jármű a kapcsolat megszakítását követően még egyszer megpróbál csatlakozni. Ha ekkor sem sikerül a kapcsolat létesítése a kulcs és a jármű közt, a rendszer leállítja a motort.